# Firefly (luchtvaartmaatschappij)
Firefly is een Maleisische luchtvaartmaatschappij met haar thuisbasis in Penang en haar hoofdkantoor in Subang Jaya. Deze low-budgetmaatschappij is een 100% dochter van Malaysia Airlines.

## Activiteiten
Het vliegt naar binnenlandse bestemmingen en naar buitenlandse bestemmingen in de regio, zoals Singapore, Indonesië en Thailand. Er zijn zo'n 800 medewerkers actief in 2020. De vloot van Firefly bestond in januari 2020 uit 12 ATR 72-500 toestellen.

## Geschiedenis
Firefly werd opgericht in 2007. De maatschappij beschikte toen over twee Fokker 50 vliegtuigen. 